# Peter Morice
Peter Morice, también escrito como Moritz o Morris (fallecido en 1588), fue un ingeniero holandés al servicio del Reino de Inglaterra.

## Biografía
Puso en 1580 al servicio de la corona inglesa, su proyecto de un sistema de bomba de agua hidráulica que permitiría subir el agua desde el Támesis al resto de la ciudad sin necesidad de aguadores. Tras lograr un contrato de alquiler por una exhibición exitosa, construyó bajo el arco del puente de Londres más cercano a la orilla de los gremios con mayor demanda de agua, finalizándolo en 1582. El aparato venía claramente en la estela del artificio de Juanelo construido en España por Juanelo Turriano, y serviría de inspiración a un ingenio similar construido por Pedro de Zubiaur. El ingenio funcionó hasta 1666, 88 años tras de la muerte de Morice, cuando el gran incendio de Londres lo destruyó, tras lo que su nieto construyó réplicas que duraron hasta su obsolescencia en 1822.